# Damaeus tatricus
Damaeus tatricus är en kvalsterart som först beskrevs av Kulczynski 1902.  Damaeus tatricus ingår i släktet Damaeus och familjen Damaeidae.

## Underarter
Arten delas in i följande underarter:
- D. t. tatricus
- D. t. diversus